# Neoplasta chrysopleura
Neoplasta chrysopleura är en tvåvingeart som beskrevs av James David Macdonald och Turner 1993. Neoplasta chrysopleura ingår i släktet Neoplasta och familjen dansflugor.
Artens utbredningsområde är Alabama. Inga underarter finns listade i Catalogue of Life.